# Тіло, тіло, тіло
«Тіло, тіло, тіло» (англ. Bodies Bodies Bodies) — комедійний фільм жахів 2022 року режисерки Халіни Рейн за сценарієм Сари ДеЛапп та оповіданням Крістен Рупенян.

## Сюжет
Бі, молода жінка зі Східної Європи, подорожує зі своєю багатою дівчиною Софі на «ураганну вечірку» в особняк, що належить родині Девіда, друга Софі. Серед запрошених гостей — дівчина Девіда, актриса Емма, подкастер Аліса, її набагато старший новий хлопець Грег та загадкова Джордан. Макс, ще один гість, пішов після бійки з Девідом до прибуття Софі та Бі.
Після випивки, вживання наркотиків і танців молодь вирішує зіграти в «Bodies Bodies Bodies», гру в яку грають в темноті. Грег рано йде спати через ворожість протягом гри з боку Девіда, який теж йде невдовзі після чергової перепалки з Еммою. Згодом насувається шторм  що посилюється, через що електроенергія вимикається, а дівчата намагаються знайти джерело струму. Через кілька хвилин Бі знаходить Девіда на вулиці з перерізаним горлом, а поруч — заплямований кров’ю кукрі. У паніці, група збирається поїхати за допомогою на машині Софі, але виявляє, що в ній розрядився акумулятор.
Вони виявляють, що у Грега є НАЗ з ножем та мапою місцевості, через що починають його підозрювати. Вони зі страхом протистоять Грегу, який відповідає їм ворожістю. Після боротьби Бі забиває Грега до смерті гирею.
Група сумнівається, що Грег був вбивцею, а Емма припускає, що Макс, який зізнався їй у почуттях напередодні ввечері, повернувся, щоб убити Девіда. У Софі, яка зав'язала з наркотиками, стається рецидив. Емма цілує її, що збентежує Софі, перш ніж прийняти наркотики. Згодом Аліса знаходить Емму мертвою, з проламаною головою біля сходів та вважає, що компанію збираються вбивати одного за одним. Джордан і Еліс починають підозрювати Бі, вияснивши, що ніхто з таким іменем не зареєстрований як такий що закінчив коледж; вони залишають Бі на вулиці в шторм.
Повертаючись до машини Софі, Бі знаходить на задньому сидінні спідню білизну, яка схожа на ту що носила Джордан. Вона бачить у вікні, як Джордан тримає рушницю батька Девіда, а потім заповзає всередину через отвір для тварин. Бі повертається до компанії, розповівши, що вона покинула коледж, щоб піклуватися про свою матір, у якої прикордонний розлад особистості. У компанії починається  словесна перепалка. Джордан, яка була «вбивцею» в грі Bodies Bodies Bodies, ображається на Софі через її наркозалежність і використання Девіда, щоб відновити доступ до її трастового фонду, та стверджує, що Софі зрадила Бі з нею, що Софі звичайно заперечує. Софі пояснює, чому вона не хоче зустрічатися з Джордан, та уникає своїх друзів, оскільки їхня поведінка ставить під сумнів її тверезість, і розповідає, що Джордан лише через ненависть слухає подкасти Аліси.[джерело?]

## Актори

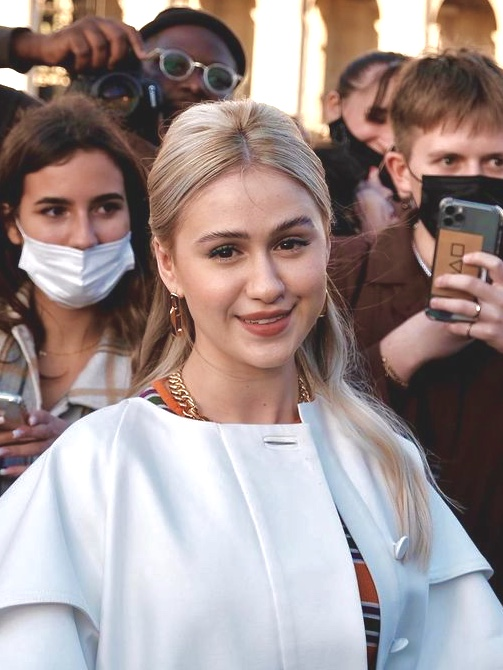
Марія Бакалова зігравша Бі

| Актор            | Роль    |
| ---------------- | ------- |
| Амандла Стенберг | Софі    |
| Марія Бакалова   | Бі      |
| Миха'ла Геррольд | Джордан |
| Чейз Суї Вондерс | Емма    |
| Рейчел Сеннотт   | Аліса   |
| Лі Пейс          | Грег    |
| Піт Девідсон     | Девід   |
| Коннер О'Меллі   | Макс    |

## Виробництво
У березні 2018 року A24 придбала сценарій Bodies, Bodies, Bodies, написаний Крістен Рупенян. У вересні 2019 року стало відомо, що Хлоя Окуно перепише сценарій та стане режисером фільму. У квітні 2021 року A24 розповіла, що Амандла Стенберг та Марія Бакалова зіграють головні ролі у фільмі, а Піт Девідсон і Міха'ла Герролд ведуть переговори щодо приєднання до акторського складу, новим режисером стане Халіна Рейн. Бакалова розповіла, що їй було страшно зніматися у фільмі жахів, бо вона їх дуже лякається, але думала, що фільми А24 глибші; вона сказала, що фільм «більше схожий на комедію з рейтингом R». У травні 2021 року актори Лі Пейс, Рейчел Сеннотт, Чейз Суї Вондерс і Коннер О'Меллі приєдналися до фільму, також було підтверджено кастинг Девідсона та Герролда.
Зйомки розпочалися в травні 2021 року та проходили в садибі з георгіанським стилем в Чаппаква, Нью-Йорк
.

### Музика
Музику до фільму написав Disasterpeace у березні 2022 року. Charli XCX виконала для фільму пісню «Hot Girl», яка вийшла невдовзі як сингл 26 липня 2022 року. Меган Каррієр була автором музичного супроводу фільму, який містить 15 пісень від багатьох виконавців, зокрема Shygirl, Kilo Kish, Princess Nokia, Азілія Бенкс та Томмі Генезис.

### Реліз та визнання
Прем’єра «Тіло, тіло, тіло» відбулася на щорічному заході South by Southwest 14 березня 2022 року. Кінопрокат відбувся 5 серпня 2022 року в окремих містах, а 12 серпня в США. Sony Pictures Releasing розповсюдила фільм на міжнародному рівні під лейблом Stage 6 Films.
27 вересня 2022 року відбувся реліз для VOD, а 18 жовтня відбувся випуск на Blu-ray та DVD
.

## Теми підняті у фільмі
«Тіло, тіло, тіло» це «сатира на клас та привілеї, що безпосередньо опосередковано новими технологіями, мовою прогресивної політики та молодіжної культури, а також ідентичністю покоління Z». У статі для The New York Times Калія Річардсон описує фільм як той що висуває симбіотичні стосунки покоління-Z з їхніми мобільними телефонами та інтернетом, використовуючи чорний гумор, щоб проілюструвати, що відбувається, коли ці речі стають недоступними: «Коли зникає Wi-Fi, вони ніби втрачають кисень», — зауважує режисерка Халіна Рейн. Річардсон зазначає, що попри «фізичну небезпеку, з якою стикається кожен персонаж, їхня віртуальна реальність залишається центральною гілкою в сюжеті», нагадуючи про нездатність персонажів спілкуватися один з одним особисто без використання «травмоцентричного» жаргону соціальних мереж, таких як «ґазлайтинг», «тригер» і «токсик».
Кілька критиків відзначили вплив на фільм Агати Крісті зокрема, її містичного роману 1939 року «Десять негренят». В інтерв’ю виданню Vice Халіна Рейн згадала багато фільмів, які вплинули на «Тіло, тіло, тіло», як-от: Смертельний потяг (1988), Кафе «Донс Плам» (2001), Хто боїться Вірджинії Вульф? (1966), Піаністка (2001), Шепіт і крик (1972) та фільмографія Джона Кассаветіса.

## Критика
На Rotten Tomatoes 86 % із 228 відгуків є позитивними із середньою оцінкою 7/10. Metacritic, поставив оцінку 69 зі 100 на основі 43 критиків, вказуючи на «загалом схвальні відгуки». Глядачі, опитані на PostTrak, дали фільму в середньому 3 із 5 зірок, 63 % сказали, що однозначно рекомендують його.